# 4-Phenyl-3-buten-2-on
4-Phenyl-3-buten-2-on (Benzylidenaceton) ist eine chemische Verbindung aus der Gruppe der Ketone.

## Vorkommen
4-Phenyl-3-buten-2-on kommt natürlich in Sojabohnen und Nicotiana tabacum vor.

## Gewinnung und Darstellung
4-Phenyl-3-buten-2-on kann durch Umsetzung von Aceton mit Benzaldehyd in Gegenwart von Natriumhydroxid (Claisen-Schmidt-Kondensation) gewonnen werden.

## Eigenschaften
4-Phenyl-3-buten-2-on ist ein brennbarer, schwer entzündbarer, farbloser bis (als technische Produkt) gelblich-grüner Feststoff mit charakteristischem Geruch (Geruch nach Cumarin), der schwer löslich in Wasser ist. trans-4-Phenyl-3-buten-2-on ist ein Substrat für Glutathion-S-Transferasen. Es reagiert mit Methyl- und Benzylguanidinen zu aromatischen N2-substituierten 2-Pyrimidinaminen.

## Verwendung
4-Phenyl-3-buten-2-on wird aufgrund der Enon-Substruktur in der organischen Synthese als Baustein für Kondensations-, Cycloadditionsreaktionen, Michael-Additionen, Grignard-Reaktionen verwendet. Es liefert mit Dieisennonacarbonyl [Fe2(CO)9] Benzyliden-Eisentricarbonyl, ein Reagenz, welches die Fe(CO)3-Gruppe auf andere Moleküle übertragen kann.  Benzalaceton wird als Edukt für die Synthese von Warfarin verwendet. Benzalaceton wird in der Galvanotechnik als Glanzbildner verwendet.

## Sicherheitshinweise
4-Phenyl-3-buten-2-on darf beim Herstellen oder Behandeln von kosmetischen Mitteln nicht verwendet werden (deutsche Kosmetik-Verordnung Anlage 1, Nr. 356).